# Ungsjön
Ungsjön är en sjö i Gnesta kommun i Södermanland och ingår i Nyköpingsåns huvudavrinningsområde. Sjön har en area på 0,281 kvadratkilometer och ligger 49,1 meter över havet. Sjön avvattnas av vattendraget Solbergaån. Vid provfiske har abborre, gers, mört och sarv fångats i sjön.

## Delavrinningsområde
Ungsjön ingår i det delavrinningsområde (655456-156279) som SMHI kallar för Utloppet av Ungsjön. Medelhöjden är 61 meter över havet och ytan är 3,39 kvadratkilometer. Det finns ett avrinningsområde uppströms, och räknas det in blir den ackumulerade arean 7,06 kvadratkilometer. Solbergaån som avvattnar avrinningsområdet har biflödesordning 3, vilket innebär att vattnet flödar genom totalt 3 vattendrag innan det når havet efter 83 kilometer. Avrinningsområdet består mestadels av skog (86 procent). Avrinningsområdet har 0,42 kvadratkilometer vattenytor vilket ger det en sjöprocent på 12,4 procent.